# John Blaisdell Corliss

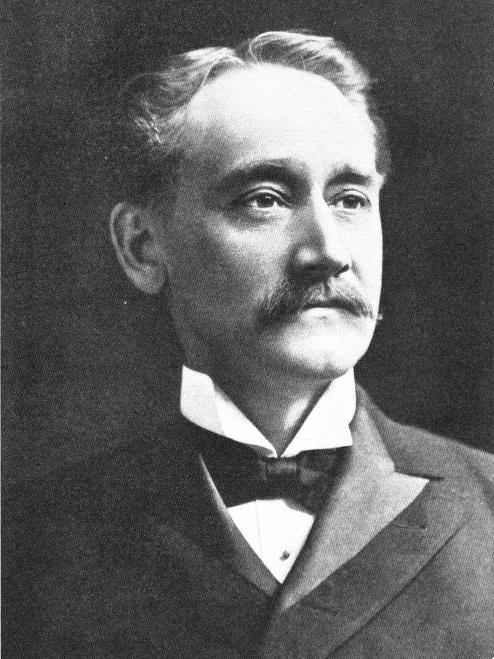
John Blaisdell Corliss

John Blaisdell Corliss (* 7. Juni 1851 in Richford, Franklin County, Vermont; † 24. Dezember 1929 in Detroit, Michigan) war ein US-amerikanischer Politiker. Zwischen 1895 und 1903 vertrat er den Bundesstaat Michigan im US-Repräsentantenhaus.

## Werdegang
John Corliss besuchte die öffentlichen Schulen seiner Heimat und die Fairfax Preparatory School. Danach studierte er bis 1871 an der Vermont Methodist University in Montpelier. Nach einem anschließenden Jurastudium am Columbian College, der heutigen George Washington University, in Washington, D.C. und seiner im Jahr 1875 erfolgten Zulassung als Rechtsanwalt begann er in Detroit in seinem neuen Beruf zu arbeiten. Zwischen 1882 und 1886 war er dort städtischer Prozessanwalt. In dieser Zeit entwarf er die erste Satzung dieser Stadt, die 1884 im Stadtrat verabschiedet wurde. John Corliss war auch Präsident der Michigan Lubricator Co. und der Shipman Koal Company of Pennsylvania.
Politisch war Corliss Mitglied der Republikanischen Partei. Bei den Kongresswahlen des Jahres 1894 wurde er im ersten Wahlbezirk von Michigan in das US-Repräsentantenhaus in Washington gewählt, wo er am 4. März 1895 die Nachfolge von Levi T. Griffin antrat. Nach drei Wiederwahlen konnte er bis zum 3. März 1903 vier Legislaturperioden im Kongress absolvieren. In diese Zeit fiel der Spanisch-Amerikanische Krieg. Damals kamen auch die Philippinen und Hawaiʻi unter amerikanische Verwaltung. Seit 1897 war Corliss Vorsitzender des Ausschusses für die Kongress- und Präsidentschaftswahlen.
Bei den Wahlen des Jahres 1902 unterlag Corliss dem Demokraten Alfred Lucking. Nach seinem Ausscheiden aus dem US-Repräsentantenhaus arbeitete er in Detroit als Rechtsanwalt in der Kanzlei Corliss, Leete & Moody. Im Jahr 1920 wurde er in den Vorstand der American Bar Association gewählt. John Corliss starb am 24. Dezember 1929 in Detroit. Er war seit 1877 mit der 1886 verstorbenen Elizabeth N. Danford verheiratet, mit der er vier Kinder hatte.